# روی رولند

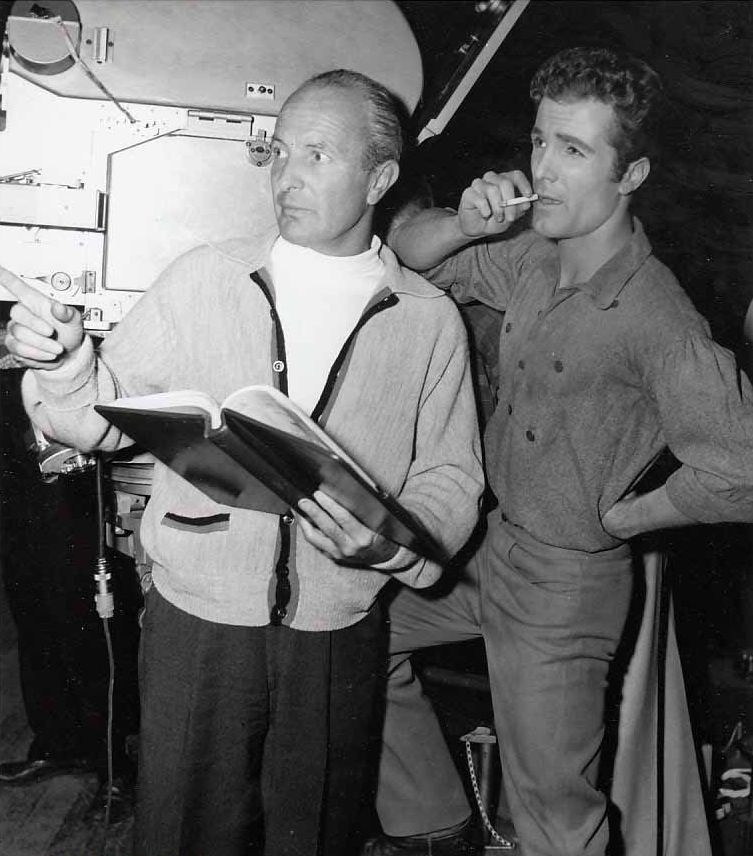
«روی» و «استیو» رولند در سال ۱۹۵۷

روی رولند (انگلیسی: Roy Rowland؛ ۳۱ دسامبر ۱۹۱۰ – ۲۹ ژوئن ۱۹۹۵) کارگردان فیلم و تهیه‌کننده اهل ایالات متحده آمریکا بود.
از فیلم‌هایی که وی در آن‌ها نقش داشته‌است، می‌توان به تهمت و جشن هالیوود اشاره نمود.